# Pseudoxya
Pseudoxya is een geslacht van rechtvleugeligen uit de familie veldsprinkhanen (Acrididae). De wetenschappelijke naam van dit geslacht is voor het eerst geldig gepubliceerd in 1987 door Yin & Liu.

## Soorten
Het geslacht Pseudoxya  is monotypisch en omvat slechts de volgende soort:
- Pseudoxya diminuta (Walker, 1871)